# Форбс-филд
Форбс-филд (англ. Forbes Field) — бейсбольный стадион в пригороде Питтсбурга (штат Пенсильвания) Окленд, просуществовавший с 1909 по 1971 года. Сооружение стало третьим домашним стадионом клуба Главной лиги бейсбола «Питтсбург Пайрэтс» и первым домашним стадионом клуба Национальной футбольной лиги «Питтсбург Стилерз». Здесь также с 1909 по 1924 год проводила домашние матчи команда по американскому футболу Питтсбургского университета «Питтсбург Пантерс». Стадион был назван в честь британского генерала Джона Форбса, отличившегося в Франко-индейской войне и давшего название городу в 1758 году.
Строительство сооружения стоимость 1 млн долларов (26,2 млн на сегодняшний день) было инициировано владельцем «Питтсбург Пайрэтс» Барни Дрейфусом, чтобы заменить устаревший стадион «Экспозишн-парк». Чтобы увеличить срок службы, стадион был построен из цемента и стали и стал одним из первых в своём роде. Открытие «Форбс-филда» состоялось 30 июня 1909 года матчем «Пайрэтс» против «Чикаго Кабс». Последним событием на стадионе также стала игра «Пайрэтс»-«Кабс», прошедшая 28 июня 1970 года. Сооружение выделяется большой игровой площадкой, а место для разминки отбивающих находилось в дальней части центр-филда. Трибуны стадиона перестраивались множество раз; иногда болельщика разрешалось сидеть даже на траве в аутфилде игрового поля. «Пайрэтс» выиграли три Мировая серия на «Форбс-филде», а «Питтсбург Пантерс» провели здесь пять беспроигрышных сезонов перед тем, как в 1924 году переехать в другое место.
Некоторые остатки сооружения до сих пор находятся в кампусе Питтсбургского университета и ежегодно там собираются болельщики на годовщину хоум-рана Била Мазероски, принесшего «Пайрэтс» победу в Мировой серии.

## История

### Строительство и открытие
В 1903 году владелец «Питтсбург Пайрэтс» Барни Дрейфусс взамен устаревшему «Экспозишн-парку» начал поиск места под строительство нового домашнего стадиона для своей команды. С помощью своего друга Эндрю Карнеги он приобрёл семь акров земли рядом с Библиотекой Карнеги и парком Шенли. Место было специально выбрано не слишком дорогим, чтобы Дрейфусс мог использовать большую часть доступных ему средств на сам стадион. Городские власти позволили ему строительство сооружения при условии, что он «построит бейсбольный стадион…дизайн которого будет гармонично сочетаться с другими зданиями в районе парка Шенли». Первоначально многие критиковали владельца «Пайрэтс» за выбор этого места и называли его «Глупостью Дрейфусса», так как оно находилось в 10 минутах езды на трамвае от центра Питтсбурга, однако вскоре территория вокруг стадиона стала также развиваться, что положило конец критике. По официальным данным «Пайрэтс», стоимость строительства «Форбс-филда» составила 1 млн долларов (стоимость земли и самого строительства), однако по другим оценкам расходы были вдвое больше.
В то время в основном строили деревянные стадионы, такие как «Поло-граунд», однако Дрейфусс заявил, что построит трёхъярусный стадион из стали и бетона, чтобы он мог функционировать намного дольше. На разработку проекта сооружения был нанят Чарльз Уэллфорд Ливитт младший, который в 1987 году основал собственную архитектурную компанию. Выбор Ливитта был обусловлен его опытом строительства стальных и бетонных сооружений во время возведения гоночных трасс в Белмонте и Саратоге. Основываясь на требованиях Дрейфусса, Ливитт разработал проект «Форбс-филда». Большую помощь в проектировании поля ему оказал менеджер «Пайрэтс» Фрэд Кларк, который, кроме того, разработал и запатентовал специальное устройство по разматыванию и сборке защитного покрытия во время дождя.